# Fraccionamiento (urbanismo)
Para el acto de «fraccionar» o «dividir» véase «División (matemática)» o también «División (geografía)»
Para «Métodos de fraccionamiento» de mezclas químicas véase «Métodos de separación de fases» y «Operaciones de separación»

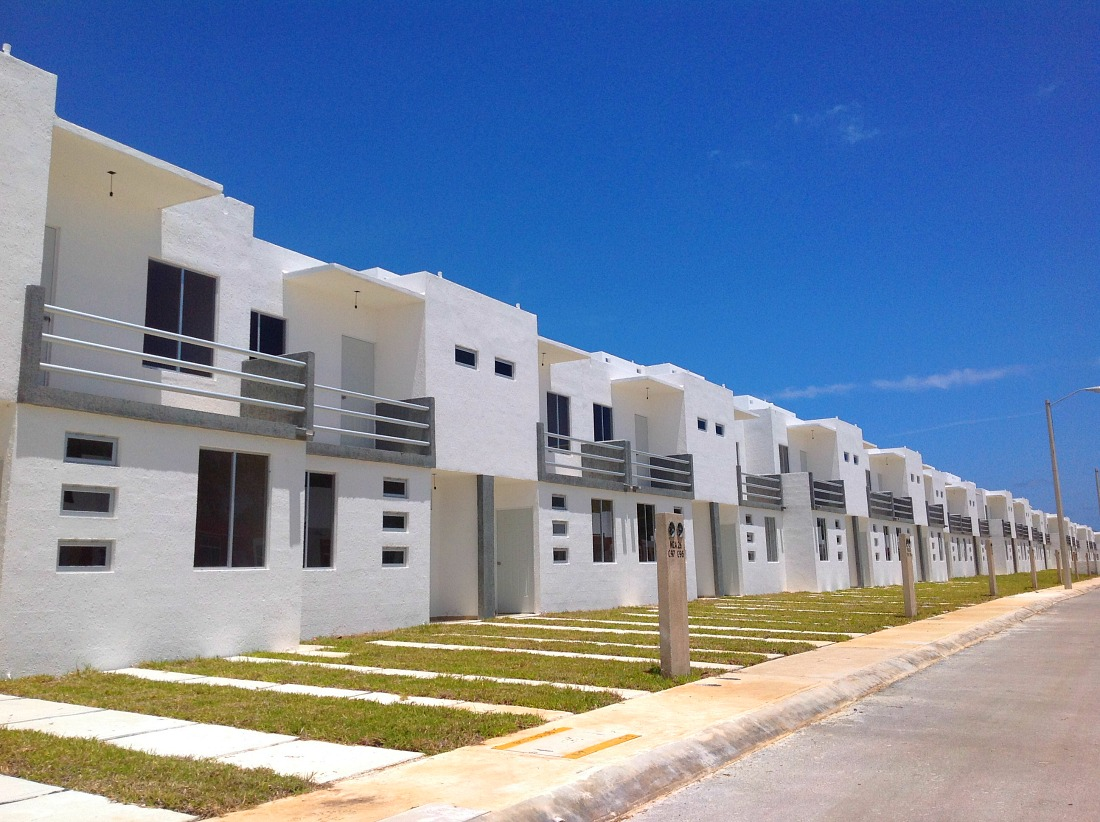
Fraccionamiento Villa La Playa en Puerto Morelos, México. Ejemplo de un fraccionamiento habitacional.

Un fraccionamiento es un conjunto de manzanas y lotes trazado y planeado para ser un centro poblacional o industrial, ejecutándose varias obras de urbanización que le permita poseer infraestructura, equipamiento, vías y servicios urbanos. En México, un fraccionamiento es un tipo de localidad definido oficialmente por el Instituto Nacional de Estadística y Geografía (INEGI), y la reglamentación para su construcción depende de las leyes de desarrollo urbano de cada estado mexicano.

## Clasificación
Los fraccionamientos se pueden dividir en dos tipos:
- Habitacionales: Llamados también residenciales, son los que se planean y se crean dentro o fuera de los límites de un centro de población y cuyos terrenos (lotes) se usarán meramente para viviendas, pueden ser residenciales, de tipo medio, de interés popular, interés social y mixtos.[3]

- Especiales: Son los que se planean y crean para la recreación, para uso de cultivos, granjas, y otros trabajos del medio rural, así como también para actividades comerciales e industriales.